# Distretto elettorale di Berseba
Il distretto elettorale di Berseba è un distretto elettorale della Namibia situato nella Regione di ǁKaras con 10.589 abitanti al censimento del 2011. Il capoluogo è la città di Berseba.

## Località
Oltre al capoluogo, le principali località sono:
Helmeringhausen, TSE, Bethanie e Goageb.